# Andéraz
Andéraz (en euskera Anderatz) es un colegio y un barrio del municipio de Abárzuza en la Comunidad Foral de Navarra (España), situado en la Merindad de Estella, en la comarca de Estella Oriental. Su población en 2017 era de 11 habitantes (INE).
El colegio de las Hijas de María Religiosas de las Escuelas Pías, o Escolapias, se creó en 1922 y cesó su actividad en 2019.

## Historia
En 1857 Andéraz y Abárzuza se unificaron en un mismo municipio.

## Toponimia
De significado dudoso, tal vez venga del nombre propio vasco Anderazu, que vendría de andere ‘mujer’. Aparece en documentos antiguos con las formas: Anderatz (1268, CEI nº 585), Anderaz (1706, NTYC); Anderaz, palazio de (1728, NTYC).